# Lijst van burgemeesters van Riethoven
Dit is een lijst van burgemeesters van de voormalige Nederlandse gemeente Riethoven tot die gemeente op 1 januari 1997 opging in de gemeente Bergeijk (aanvankelijk 'gemeente Bergeyk').
| Ambtsperiode                | Naam burgemeester              | Partij of stroming | Bijzonderheden                                                                                  |
| --------------------------- | ------------------------------ | ------------------ | ----------------------------------------------------------------------------------------------- |
| 18?? - 1831?                | Th. Verlinden                  |                    | schout/burgemeester                                                                             |
| 1832 - 18??                 | P.F. Willems                   |                    |                                                                                                 |
| 1833 - 1876                 | Henricus (H.) Verhoeven        |                    | Aanvankelijk molenaar. Vader van Wilhelmus Verhoeven                                            |
| 1876 - 16 januari 1918      | Wilhelmus (W.) Verhoeven       |                    | Zoon van Henricus Verhoeven                                                                     |
| 28 april 1918 - 15 mei 1941 | Johannes Adrianus (J.A.) Baken |                    | tevens burgemeester van Westerhoven (1917-1941) en Borkel en Schaft (1911-1934)                 |
| 1 augustus 1941 - 19??      | J.A.G. van Bokhoven            |                    | Tevens burgemeester van Westerhoven                                                             |
| 1946 - 1947                 | W.A. van Hoek                  |                    | Tevens burgemeester van Westerhoven                                                             |
| 1948 - 1974                 | Frans (F.H.M.) Schram          |                    | Tevens burgemeester van Westerhoven                                                             |
| 1975 - 1983                 | Wim (W.C.M.) van Nuenen        |                    | tevens burgemeester van Westerhoven                                                             |
| 1983 - 1997                 | Jacques (J.H.N.) van Beek      | CDA                | Tevens burgemeester van Westerhoven; vanaf 1995 waarnemend burgemeester van deze twee gemeenten |